# Real Maestranza de Caballería de Valencia
La Real Maestranza de Caballería de Valencia fue creada en el año 1690, aunque las primeras ordenanzas fueron sancionadas siete años más tarde, en 1697. Actualmente se rige por las de 1999. También tiene como Patrona a la Virgen María bajo la Inmaculada Concepción. Desde la Real Cédula de 1760 goza de los mismos privilegios que las de Granada y Sevilla. La Real Maestranza de Caballería de Valencia está hermanada con el Escuadrón Acorazado del Regimiento de Caballería Ligero Acorazado "Lusitania" n.º 8.
Actualmente el Conde de la Ventosa es el Teniente de Hermano Mayor de la RMCV y su máximo representante. Hoy en día los fines de esta real institución son de orden asistencial, cultural y social.

## La RMCV en la Guerra de la Independencia
La Real Maestranza de Caballería de Valencia es la única de las Maestranzas que luchó oficialmente en combate, pues participó activamente en la Guerra de la Independencia contra Napoleón desde 1808 hasta 1814 con el nombre de Escuadrón de Cazadores de la Real Maestranza de Caballería de Valencia En combate murieron cuatro caballeros y otros quince fueron hechos prisioneros. Para financiar dicho escuadrón durante la guerra, esta institución tuvo que vender parte de sus propiedades.
El 2 de mayo de 1808 acudieron a Madrid dieciséis maestrantes valencianos para celebrar la llegada al trono de Fernando VII. Allí contemplaron la heroica reacción del pueblo madrileño. A su regreso a Valencia cuentan lo ocurrido en Madrid. En Valencia, tras el grito de El Palleter, se produce la rebelión contra los franceses. Desde Madrid se envía una división francesa comandada por el mariscal Moncey que acude a la ciudad del Turia. Valencia sabe que 8.000 hombres del ejército francés se acercan a tomar la ciudad. La Junta intenta reclutar a todos los valencianos disponibles para organizar la defensa in extremis de la ciudad. 
En ese momento histórico, la Maestranza, en una Junta General celebrada el 30 de mayo de 1808, ofrece un escuadrón de cazadores formado por los maestrantes y completado con hombres y caballos a costa de la corporación. Es entonces cuando queda formado el escuadrón con veinte maestrantes en sus filas y bajo nombre y estandarte propio. El escuadrón tiene su bautismo de fuego en la ermita de San Onofre, el 27 de junio. La batalla continúa al día siguiente en los llanos de Cuart de Poblet, a las puertas de Valencia. El escuadrón tuvo una destacada participación en el rechazo del primer intento de invasión francesa a la ciudad de Valencia.
Posteriormente, el escuadrón entró en Madrid con el primer ejército, que había dejado en San Onofre el cuerpo sin vida de su capitán Pascual de Roda. Más tarde, continúa incorporado a los Ejércitos y prosigue las batallas a donde es destinado. En abril de 1809 es elevado a Regimiento con el mismo nombre de Cazadores de la Real Maestranza de Caballería de Valencia. Por Real Orden de 5 de julio de 1809 la Junta Suprema, en nombre de Fernando VII, le concede Estandarte de guerra, debiendo llevar por un lado las armas reales y por el otro, las armas de esta Corporación.
El Regimiento estuvo presente en las acciones de Caparroso, Tudela, Vich, Margalef, Valencia, Murcia y el resto de sitios a donde fue destinado durante la guerra. En 1815 se integra en el Regimiento de Caballería "Almansa" y hoy en día su historial está custodiado por el Regimiento de Caballería "Lusitania" n.º 8 con base en Marines (Valencia), con el cual está hermanada oficialmente desde 1996.
La Real Maestranza de Caballería de Valencia conmemoró en el año 2008 el 200 aniversario del inicio de su participación en la Guerra de la Independencia con un homenaje y una exposición en memoria de los caballeros de la real institución que lucharon en dicha guerra y de los que murieron en la contienda. Los actos, que fueron celebrados en la Casa-Palacio de la corporación, duraron hasta el año 2014, fecha en que se cumplieron los 200 años del final de la guerra.

## Casa-Palacio

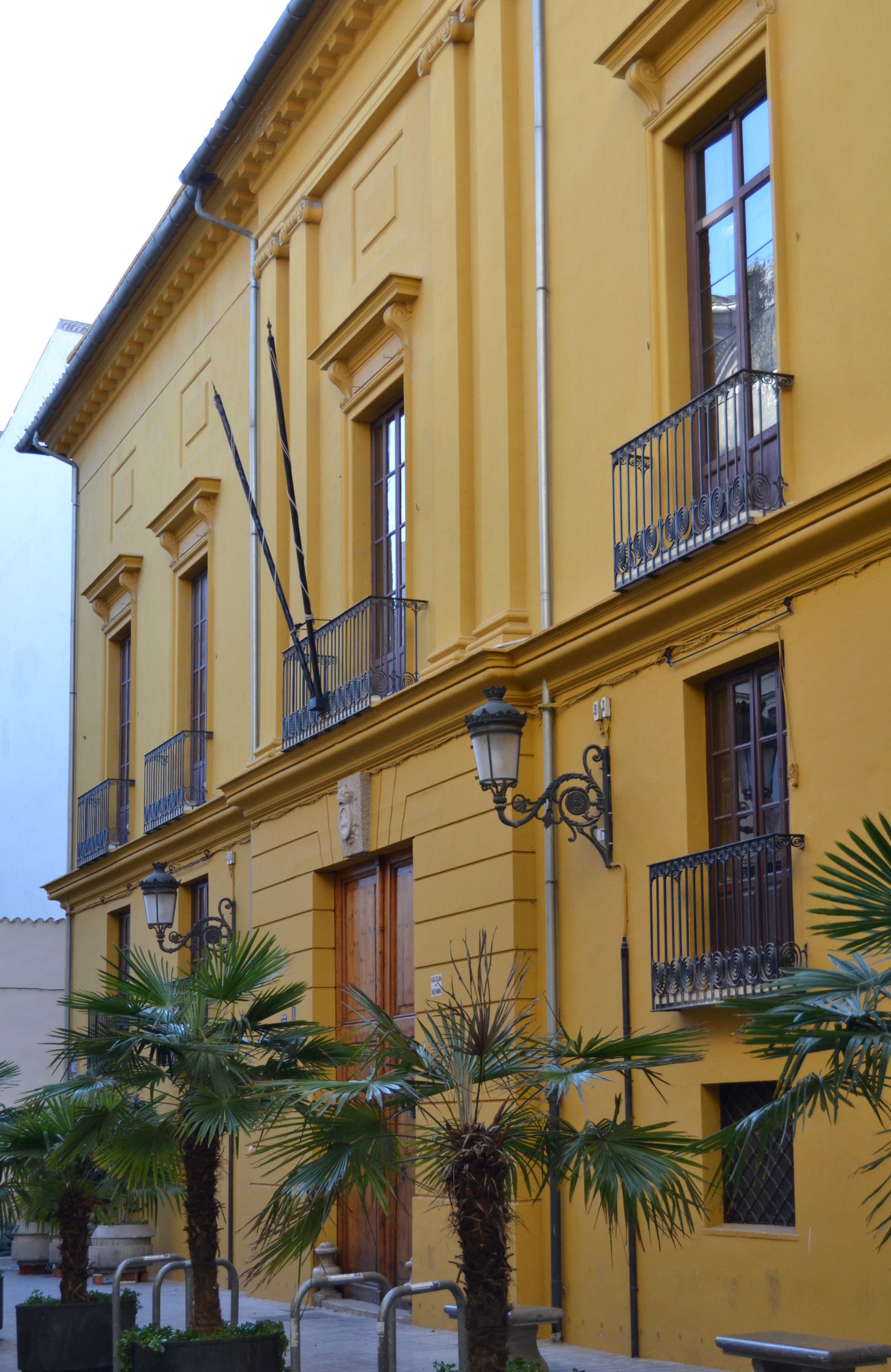
Casa-Palacio de la Real Maestranza de Caballería de Valencia.

La Casa-Palacio de la Real Maestranza de Caballería de Valencia es un edificio situado en la plaza de Nules número 1, en el centro histórico de Valencia. Data del siglo XVIII y fue construido inicialmente en estilo barroco valenciano. Fue reformado completamente en 1850 en estilo neoclásico por el arquitecto Salvador Monmeneu. Está prevista la apertura del palacio al público según un reciente acuerdo con la Generalidad Valenciana.
La Casa-Palacio tiene una planta rectangular y está construida en ladrillo. La fachada principal se articula en dos cuerpos horizontales y tres verticales. Encima de la puerta de entrada se encuentra el escudo de la Maestranza, que representa a dos caballeros maestrantes montados a caballo en actitud de lucha junto al lema de la real institución: Equestris Labor Nobilitati Decus y la fecha de su fundación, 1697. 
Del edificio son destacables:
- Escalera principal: da acceso a la planta noble superior y está rematada en mármol y presidida por una vidriera con el escudo de la Maestranza.
- Sala del Trono: Es la parte principal de la casa-palacio y en donde se desarrollan los nombramientos de nuevos maestrantes y los actos más solemnes que realiza dicha institución. En la parte superior hay un friso con los escudos de los primeros maestrantes. El techo de dicha estancia está recubierto por un artesonado de madera.

## Actividades
Dado que actualmente los fines de esta real institución son de orden asistencial, cultural y social, sus actividades se centran en este ámbito. Anualmente celebra un ciclo de conferencias en su casa-palacio que versa sobre la historia de esta institución y sobre historia valenciana en general. Por otra parte, colabora con distintas organizaciones benéficas de la Comunidad Valenciana.
Desde 1997 la institución otorga anualmente el premio Real Maestranza de Caballería de Valencia al militar del Regimiento de Caballería Ligero Acorazado "Lusitania" n.º 8 que más haya destacado a lo largo del año en el ejercicio y práctica de las virtudes castrenses. Este premio se debe a que el Regimiento de Cazadores de la Real Maestranza de Valencia, que creó esta institución y que luchó durante la Guerra de la Independencia, tiene actualmente su historial custodiado en el Regimiento de Caballería Ligero Acorazado "Lusitania" n.º 8 con base en Marines (Valencia), con el cual está hermanada oficialmente desde el año 1996.

### Maestranzas de España
- Real Maestranza de Caballería de Ronda
- Real Maestranza de Caballería de Sevilla
- Real Maestranza de Caballería de Zaragoza
- Real Maestranza de Caballería de Granada
- Real Maestranza de Caballería de La Habana
- Maestranza de Caballería de Castilla
- Maestranza de Caballería de San Fernando

- Datos: Q2882303
- Multimedia: Real Maestranza de Caballería de Valencia / Q2882303